# Samsan-dong, Incheon
Samsan-dong (koreanska: 삼산동) är en stadsdel i staden Incheon i Sydkorea, 21 km väster om huvudstaden Seoul. Den ligger i stadsdistriktet Bupyeong-gu.

## Indelning
Administrativt är Samsan-dong indelat i:
| Namn    | Namn              | Yta km² | Invånare 31 dec 2020 |
| ------- | ----------------- | ------- | -------------------- |
| 삼산1동 | Samsan 1(il)-dong | 2,13    | 34 635               |
| 삼산2동 | Samsan 2(i)-dong  | 1,26    | 29 489               |